# 니시무라 도시히로
니시무라 도시히로(일본어: 西村 俊寛, 1973년 10월 15일~)는 일본의 축구 선수, 지도자이다.

## 구단 경력
1996년 덴소에 입단하였다. 2001년 사가와 급편 오사카로 이적했다. 2002년 덴소(FC 가리야)로 복귀하였다. 2008년부터 2009년까지 AS Laranja 교토와 아미티에 SC에서 뛰었다.

## 지도자 경력
2021년 3월 성적 부진으로 물러난 우에노야마 노부유키 감독을 대신해, 가마타마레 사누키의 감독으로 취임하였다. 2022년 가마타마레 사누키의 감독으로 취임하였다.